# La saga/fuga de J. B.
La saga/fuga de J. B. es una novela de Gonzalo Torrente Ballester, publicada en 1972, que ese año recibió el Premio de la Crítica y el Premio Ciudad de Barcelona. Sería considerada por los especialistas como paradigma de una nueva época en la literatura española y obra maestra de Torrente, del que José Saramago diría luego “hasta ahora había una silla vacía a la derecha de Cervantes, que acaba de ser ocupada por Gonzalo Torrente Ballester, que ha escrito La saga/fuga de J. B.”. Esta novela inicia la trilogía fantástica. Todos los especialistas en la obra del escritor, desde la propia Fundación Torrente Ballester y su directora, Carmen Becerra, señalan que Torrente Ballester se inspiró en la ciudad de Pontevedra y su historia para idear Castroforte del Baralla.

## El contenido y sus censores
En la localidad ficticia de Castroforte del Baralla desaparece la reliquia del Cuerpo Santo, lo que rompe la tranquilidad de la vida del pueblo. Todos sabían que un día desaparecería el cuerpo, y ese día todo empezaría de nuevo. El autor utilizara a José Bastida (personaje que encabeza la lista de sus heterónimos literarios, todos ellos J.B., siendo esta también una conocida marca de whisky en España)  la historia milenaria de esta villa desde antes de la aparición de la reliquia hasta el presente. 
En una primera confrontación con la censura franquista, el diligente y anónimo funcionario dejó escrito:

«De todos los disparates que el lector que suscribe ha leído en este mundo, éste es el peor. Totalmente imposible de entender, la acción pasa en un pueblo imaginario, Castroforte del Baralla, donde hay lampreas, un cuerpo Santo que apareció en el agua, y una serie de locos que dicen muchos disparates. De cuando en cuando, alguna cosa sexual, casi siempre tan disparatada como el resto, y alguna palabrota para seguir la actual corriente literaria. Este libro no merece ni la denegación ni la aprobación. La denegación no encontraría justificación, y la aprobación sería demasiado honor para tanto cretinismo e insensatez. Se propone se aplique el SILENCIO ADMINISTRATIVO.»

### Análisis
1.- La saga/fuga de JB narra las peripecias de José Bastida, profesor de gramática de Castroforte del Baralla, cuando se ve salpicado por la leyenda popular que supone que un hombre, cuyo nombre posee las iniciales JB, vendrá a salvar a Castroforte de su destrucción, situación que se ha venido dando cíclicamente a lo largo de la historia de la población. 
2.- La saga/fuga de JB narra las peripecias de los habitantes de Castroforte del Baralla, pueblo protagonista de la historia que se eleva de sus cimientos cuando los habitantes se entusiasman o preocupan todos a la vez. 
3.- La saga/fuga de JB narra las peripecias de la saga de personajes con iniciales JB, (un obispo del XVII, un brujo del XVIII, un almirante a principios del XIX, un poeta a finales del XIX, un experto en gramática en plena guerra civil y hasta tres JB en el tiempo actual) que en diferentes épocas se han enfrentado a hechos similares que se repiten con ciertas variantes, en los que tratan de salvar a Castroforte del Barralla de las malhadadas intenciones del pueblo de al lado, Villasanta de la Estrella. 
4.- La saga/fuga de JB narra las peripecias de un grupo de habitantes de Castroforte, entre los que se encuentra un tal José Bastida, que rescatan del pasado decimonónico una reunión o tertulia de café, “La tabla redonda”, tribuna desde la que hacer frente a los funcionarios del gobierno central, que, para los nativos de Castroforte, siempre son sospechosos de querer imponer los intereses de Villasanta de la Estrella (la ciudad rival) sobre los de Castroforte.

### Ediciones
El libro apareció por vez primera en abril de 1972: Ediciones Destino (n.º 388 colección Áncora y Delfín). En 2011 se publica una edición crítica a cargo de Carmen Becerra Suárez y Antonio Jesús Gil González. Fue traducida al francés por Claude Bleton en 1991, con el título de La saga/fuga de J.B. En 1992 apareció la traducción al portugués de Cristina Rodríguez e Artur Guerra, con el título de A saga/fuga de J. B..